# Грег Санторо
Грег Санторо (фр. Greg Centauro), настоящее имя Грегори Жан-Клод Жиэ (фр. Grégory Jean-Claude Giay; 10 января 1977 — 26 марта 2011) — французский порноактёр и порнорежиссёр.

## Биография
Грег начал свою карьеру в начале 2000-х годов, когда встречался с Кларой Морган: снимаясь с ней в сценах, они стали самыми известными порноактёрами Франции того времени. Однако спустя два года Клара ушла из порноиндустрии, в то время как Грег остался: в итоге они окончательно расстались и вне индустрии. Санторо не только снимался, но и был сам режиссёром фильмов. Позже он переехал в Будапешт, где снимал гонзо-фильмы. Сотрудничал с компаниями Paradise Film Entertainment, Digital Sin, Platinum X Pictures и Zero Tolerance.
26 марта 2011 года Грег Санторо скончался от сердечного приступа, вызванного передозировкой кокаина. Всё произошло во время съёмок фильма Nut, Butts and Euro Sluts 2. По словам Пьера Вудмана, Грег давно был наркозависимым.

## Личная жизнь
После расставания с Кларой Морган Грег женился на венгерской порноактрисе Вере Версаньи (венг. Vera Versanyi), с которой жил с 2005 года до своей смерти. Был фанатом группы Rammstein.

## Фильмография

### Как актёр
- 2001: La Collectionneuse
- 2001: Max 2
- 2001: Projet X
- 2002: Le Journal de Pauline
- 2002: La Cambrioleuse
- 2002: Les Dessous de Clara Morgane
- 2002: Hot Fréquence
- 2002: La Candidate
- 2002: French Beauty
- 2003: Luxure
- 2003: Hustler XXX 25
- 2003: La Menteuse
- 2003: Les Parisiennes
- 2003: Paris Capitale du Vice
- 2003: Nuts, Butts Euro Sluts
- 2004: Beautiful Girls 17
- 2004: Anal Shot
- 2004: Salopes
- 2004: Sexe au Dortoir
- 2004: Plaisirs Extrêmes
- 2004: Ass Drippers
- 2005: Stone of Pleasure
- 2005: Sharka et les Vicieuses Minettes
- 2005: Magix
- 2005: Beautiful girls 19
- 2005: Sans pitié
- 2005: Sylvie
- 2005: Ass drippers 3
- 2005: Veronica et les Vicieuses Minettes
- 2006: Louise & les Vicieuses Minettes
- 2006: Chaudes à mater 2
- 2006: Fuck Fighter
- 2006: Le Voyeur 32
- 2006: Éloge de la chair
- 2006: L'enfer selon Greg Centauro
- 2007: Maniac
- 2007: Max 3
- 2008: The Private life of Sabrina Sweet
- 2008: Anal Gate 5: Ass Invaders
- 2008: Top 40 DPs
- 2008: Les Sœurs Salopes
- 2009: The Private life of Black Angelika
- 2009: Up all holes
- 2009: Secrétaire & soumise
- 2010: Viens baiser dans ma limousine
- 2010: Aletta dans tous ses états
- 2010: Elles aiment la bite
- 2010: DP Party

### Как режиссёр
- 2005: European meat 2
- 2008: Mures à 40 ans 2
- 2008: Appetite for Ass Destruction

## Премии
- eLine Award 2007: победитель в номинации «Лучший международный сериал» — Ass Drippers (Paradise Film)[7]
- eLine Award 2007: победитель в номинации «Лучший международный актёр»[7]
- eLine Award 2008: победитель в номинации «Лучший немецкий актёр»[8]
- Erotixxx Award 2009: победитель в номинации «Лучший немецкий фильм» — Black And White 4 U (Paradise Film)[9][10]